# Jacek Wachowski
Jacek Wachowski (ur. 29 września 1963 we Wschowie) – profesor nauk humanistycznych. Profesor zwyczajny w Instytucie Filologii Polskiej UAM. Specjalista  w dziedzinie performatyki, refleksji nad widowiskami, teorii teatru i dramatu oraz komunikacji społecznej. Prowadzi także badania dotyczące związków humanistyki z nowymi technologiami, a w szczególności dotyczące wpływu nowych technologii cyfrowych na relacje społeczne i komunikacyjne oraz sztukę.

## Życiorys
Studiował filologię polską na Uniwersytecie im. Adama Mickiewicza w Poznaniu  w latach 1982-1987. W roku 1987 został zatrudniony w Instytucie Kulturoznawstwa UAM na stanowisku asystenta. W 1991 roku przeszedł do Instytutu Filologii Polskiej UAM do nowo utworzonej Pracowni Dramatu i Teatru.
Pracę doktorską pt. Mit antyczny w polskiej dramaturgii współczesnej obronił w 1992. Jej promotorem była prof. dr hab. Dobrochna Ratajczakowa  . Rozprawa została odznaczona nagrodą Fundacji im. Konrada i Marty Górskich. W tym też roku uzyskał etat adiunkta.
W latach 1993–1996 odbył serię staży na uniwersytetach amerykańskich, rozwijając swoje zainteresowania performansem i komunikacją społeczną. Uczestniczył w projektach badawczych podejmowanych w tych ośrodkach, a także w pracach międzynarodowego środowiska teatrologów skupionych w Fédération Internationale Pour la Recherche Théâtrale.
Po powrocie do Polski w 1996 kontynuował pracę w Instytucie Filologii Polskiej, oraz  w Wyższej Szkole Umiejętności Społecznych w Poznaniu, gdzie przygotował autorski program studiów w zakresie Dziennikarstwa i Komunikacji Społecznej. W tejże uczelni pełnił następnie liczne funkcje, m.in.: dziekana Wydziału Dziennikarstwa i Komunikacji Społecznej, pełnomocnika rektora ds. naukowych i kierownika Katedry Komunikacji Społecznej.
W maju 2005 uzyskał stopień naukowy doktora habilitowanego nauk humanistycznych w zakresie literaturoznawstwa, na podstawie rozprawy Logos i Melpomena. Teatrologiczna refleksja na temat genezy tragedii. W marcu 2007 otrzymał etat profesora nadzwyczajnego UAM. W latach 2008–2011 kierował Pracownią Historii i Teorii Widowisk na Wydziale Filologii Polskiej i Klasycznej UAM (której misja została zakończona po utworzeniu Katedry Dramatu Teatru i Widowisk).
W grudniu 2012 uzyskał tytuł profesora nauk humanistycznych, a w listopadzie 2013 został mianowany na stanowisko profesora zwyczajnego UAM. Aktualnie (maj 2025) pracuje w Zakładzie Estetyki Literackiej, Instytutu Filologii Polskiej UAM.
Prof. Jacek Wachowski jest członkiem licznych organizacji naukowych, min. Performance Studies International, Poznańskiego Towarzystwa Przyjaciół Nauk, Polsko-Czeskiego Towarzystwa Naukowego, pełni też funkcje społeczne. W latach 2017-20 kierował działalnością Centrum Dialogu Europejskiego w Poznaniu - brał udział w  dyskusjach eksperckich dotyczących szkolnictwa wyższego i nauki, a także kultury i dziedzictwa narodowego (był między innymi ekspertem Narodowego Programu Foresight „Polska 2020” i Narodowego Centrum Badań i Rozwoju). Od 2017 do 2025 - przez dwie kadencje - członek Rady Mediów Narodowych (TVP3 Poznań), obecnie wybrany na trzecią kadencję (2025-28). Od 2024 roku pełni też funkcję członka Rady Muzeum Narodowego w Poznaniu (z rekomendacji Ministra Kultury i Dziedzictwa Narodowego).

## Publikacje

### Monografie
- Mit-dramat-tradycja. O transtekstualności w polskiej dramaturgii współczesnej, Wydawnictwo UAM. Poznań 1993
- Rytuał a teatr czyli o drogach myślenia, Wydawnictwo TUM. Gniezno 2004
- Logos i Melpomena. Teatrologiczna refleksja na temat genezy tragedii, Wydawnictwo TUM. Gniezno 2004
- Poznawanie i komunikowanie, Wydawnictwo ARS NOVA. Poznań 2005
- Performans, Wydawnictwo Słowo/obraz terytoria. Gdańsk 2011
- Transakty. Między sztuką, nauką i technologią. Nowe strategie performowania wiedzy. Wydawnictwo Universitas. Kraków 2020.

### Prace zbiorowe
- Teatr i dramat polskiej emigracji 1939-1989, wspólnie z I. Kiec i D. Ratajczakową, Poznań 1994
- Systemy, procesy, struktury. Praktyczne i teoretyczne aspekty Nauki o Komunikowaniu, Poznań 2004
- Komunikacja medialna, Poznań 2006